# Fissolimbus
Fissolimbus là một chi nấm trong họ Marasmiaceae. Đây là chi đơn loài, chứa một loài Fissolimbus fallaciosus, được tìm thấy ở Papua New Guinea.